# Yuji Nakayoshi
Yuji Nakayoshi (中吉 裕司 Nakayoshi Yūji?,  nacido el 4 de septiembre de 1972 en Tokio) es un exfutbolista japonés. Jugaba de defensa y su último club fue el Oita Trinita de Japón.

## Trayectoria

### Clubes
| Club              | País  | Año         |
| ----------------- | ----- | ----------- |
| Consadole Sapporo | Japón | 1995 - 1997 |
| Oita Trinita      | Japón | 1998 - 1999 |